# Texas (téléfilm)
Pour les articles homonymes, voir Texas (homonymie).
Pour plus de détails, voir Fiche technique et Distribution.
Texas est un téléfilm américain, réalisé par Richard Lang, diffusé le 16 avril 1995 aux États-Unis.

## Synopsis
L'histoire de l'annexion du territoire du Texas, alors sous drapeau mexicain.

## Fiche technique
- Réalisation : Richard Lang
- Scénario : Sean Meredith d'après le roman fleuve de James A. Michener
- Musique : Lee Holdridge
- Producteurs exécutifs : Aaron Spelling, E. Duke Vincent et John Wilder
- Produit pour la télévision par Howard Alston
- Directeur de la photographie : Neil Roach
- Décors : John Frick
- Montage : John A. Martinelli, A.C.E.
- Costumes : Ron Talsky
- Effets Spéciaux : Bob Shelley
- Casting : Marsha Kleinman, C.S.A.
- Casting au Texas : Liz Keigley, C.S.A
- Genre : aventure historique
- Durée : 174 minutes
- Source : DVD

## Distribution
- Maria Conchita Alonso : Lucia
- Benjamin Bratt : Benita Garza
- Frederick Coffin : Fred « Zave » Coffin
- Patrick Duffy (VF : Philippe Ogouz) : Stephen Austin
- Chelsea Field (VF : Martine Irzenski) : Mattie
- Anthony Michael Hall : Yancey Quimper
- Stacy Keach : Sam Houston
- David Keith (VF : Patrick Floersheim) : Davy Crockett
- Grant Show (VF : Thierry Ragueneau) : le colonel William Travis
- Randy Travis : le capitaine Sam Garner
- Rick Schroder : Otto MacNab
- Charlton Heston : le narrateur

 Source et légende : version française (VF) sur RS Doublage